# Uterus didelphys
Uterus didelphys, uterus didelphus of uterus didelphis is een aandoening waarbij de baarmoeder dubbel aangelegd is, zoals bij de nieren. Beide baarmoeders hebben allebei een eigen baarmoedermond en soms heeft de vrouw ook twee vagina's. Elke baarmoeder heeft zijn eigen eileider en een eigen eierstok.
De baarmoeder wordt gevormd tijdens de embryogenese bij het samengaan van het paramesonefrisch kanaal, ook wel de gangen van Müller genoemd. Dit zal dan uitgroeien tot één baarmoederlichaam. Wanneer de paramesonefrische kanalen niet samengaan, ontwikkelen de kanalen ieder zelf tot een baarmoeder. 
Uterus didelphys komt voor bij ongeveer 1 op de 3000 vrouwen. Vrouwen met een dubbele baarmoeder hebben nog steeds de mogelijkheid om kinderen te krijgen. Het kan gebeuren dat een vrouw zwanger raakt in beide baarmoeders tegelijk.